# Danh sách cầu thủ tham dự Giải vô địch bóng đá nữ châu Âu 1987
Đây là danh sách đội hình các đội bóng tham dự Giải vô địch bóng đá nữ châu Âu 1987.
Cầu thủ được đánh dấu (c) là đội trưởng của đội tuyển quốc gia đó.

## Anh
Huấn luyện viên:  Martin Reagan

| Số | VT | Cầu thủ          | Ngày sinh (tuổi)           | Trận | Bàn | Câu lạc bộ                |
| -- | -- | ---------------- | -------------------------- | ---- | --- | ------------------------- |
|    | TM | Theresa Wiseman  | 0 tháng 12, 1956 (31 tuổi) |      |     |                           |
|    | HV | Linda Curl       |                            |      |     |                           |
|    | HV | Sue Law          |                            |      |     |                           |
|    | HV | Brenda Sempare   | 9 tháng 11, 1961 (25 tuổi) |      |     |                           |
|    | TV | Debbie Bampton   | 7 tháng 10, 1961 (25 tuổi) |      |     | ACF Trani 80              |
|    | TV | Gillian Coultard | 22 tháng 7, 1963 (23 tuổi) |      |     | Rowntree W.F.C.           |
|    | TV | Angela Gallimore |                            |      |     |                           |
|    | TV | Hope Powell      | 8 tháng 12, 1966 (20 tuổi) |      |     | Millwall Lionesses L.F.C. |
|    | TV | Jackie Sherrard  | 9 tháng 6, 1966 (21 tuổi)  |      |     |                           |
|    | TV | Marieanne Spacey | 13 tháng 2, 1966 (21 tuổi) |      |     | Friends of Fulham         |
|    | TĐ | Lorraine Hunt    |                            |      |     |                           |
|    | TĐ | Kerry Davis      | 2 tháng 8, 1962 (24 tuổi)  |      |     | ACF Trani 80              |
|    | TĐ | Jackie Slack     | 25 tháng 7, 1959 (27 tuổi) |      |     |                           |
|    | TĐ | Jane Stanley     | 13 tháng 4, 1964 (23 tuổi) |      |     | Filey Flyers              |

## Ý
Huấn luyện viên:  Ettore Recagni

| Số | VT | Cầu thủ             | Ngày sinh (tuổi)           | Trận | Bàn | Câu lạc bộ          |
| -- | -- | ------------------- | -------------------------- | ---- | --- | ------------------- |
| 1  | TM | Roberta Russo       |                            |      |     |                     |
| 2  | TV | Marisa Perin        |                            |      |     |                     |
| 3  | TV | Tiziana D'Orio      | 22 tháng 6, 1964 (22 tuổi) |      |     |                     |
| 4  | HV | Maura Furlotti      | 12 tháng 9, 1957 (29 tuổi) |      |     |                     |
| 5  | HV | Paola Bonato        | 31 tháng 1, 1961 (26 tuổi) |      |     |                     |
| 6  | TV | Antonella Carta     | 1 tháng 3, 1967 (20 tuổi)  |      |     | Giugliano Campania  |
| 7  | TV | Maria Mariotti      | 27 tháng 1, 1964 (23 tuổi) |      |     |                     |
| 8  | TV | Feriana Ferraguzzi  | 20 tháng 2, 1959 (28 tuổi) |      |     | Standard Liège      |
| 9  | TĐ | Elisabetta Vignotto | 13 tháng 1, 1954 (33 tuổi) |      |     | Friulvini Pordenone |
| 10 | TĐ | Carolina Morace     | 5 tháng 2, 1964 (23 tuổi)  |      |     | Lazio               |
| 11 | HV | Ida Golin           |                            |      |     |                     |
| 12 | TM | Giorgia Brenzan     | 21 tháng 8, 1967 (19 tuổi) |      |     |                     |
| 13 | TV | Viviana Bontacchio  | 11 tháng 6, 1959 (28 tuổi) |      |     | ACF Trani 80        |
| 14 | HV | Marina Cordenons    | 12 tháng 1, 1969 (18 tuổi) |      |     |                     |
| 15 | HV | Frigerio            |                            |      |     |                     |
| 16 | HV | Sandra Pierrazzuoli |                            |      |     |                     |

## Na Uy
Huấn luyện viên:  Erling Hokstad

| Số | VT | Cầu thủ             | Ngày sinh (tuổi)            | Trận | Bàn | Câu lạc bộ        |
| -- | -- | ------------------- | --------------------------- | ---- | --- | ----------------- |
|    | TM | Janne Andreassen    |                             |      |     | Bøler             |
|    | TM | Hege Ludvigsen      | 28 tháng 1, 1964 (23 tuổi)  |      |     | Sprint-Jeløy      |
|    | HV | Gunn Nyborg         | 21 tháng 3, 1960 (27 tuổi)  |      |     | Asker             |
|    | HV | Trine Stenberg      | 6 tháng 12, 1969 (17 tuổi)  |      |     | Sandviken         |
|    | HV | Bjørg Storhaug      | 9 tháng 5, 1962 (25 tuổi)   |      |     | Klepp             |
|    | HV | Heidi Støre (c)     | 4 tháng 7, 1963 (23 tuổi)   |      |     | Trollhättans      |
|    | TV | Lisbeth Bakken      | 24 tháng 10, 1967 (19 tuổi) |      |     | Sprint-Jeløy      |
|    | TV | Tone Haugen         | 6 tháng 2, 1964 (23 tuổi)   |      |     | Trondheims-Ørn    |
|    | TV | Trude Haugland      | 18 tháng 9, 1966 (20 tuổi)  |      |     | Grand             |
|    | TV | Torill Hoch-Nielsen | 12 tháng 3, 1966 (21 tuổi)  |      |     | Sprint-Jeløy      |
|    | TV | Mariann Mortensen   | 24 tháng 8, 1951 (35 tuổi)  |      |     | BUL               |
|    | TV | Tone Opseth         | 10 tháng 11, 1959 (27 tuổi) |      |     | Setskog/Høland FK |
|    | TV | Liv Strædet         | 21 tháng 10, 1964 (22 tuổi) |      |     | Sprint-Jeløy      |
|    | TĐ | Kari Nielsen        | 26 tháng 5, 1959 (28 tuổi)  |      |     | Asker             |
|    | TĐ | Ellen Scheel Aalbu  | 26 tháng 11, 1968 (18 tuổi) |      |     | Jardar            |
|    | TĐ | Trude Stendal       | 30 tháng 5, 1963 (24 tuổi)  |      |     | Sandviken         |

## Thụy Điển
Huấn luyện viên:  Ulf Lyfors

| Số | VT | Cầu thủ              | Ngày sinh (tuổi)            | Trận | Bàn | Câu lạc bộ      |
| -- | -- | -------------------- | --------------------------- | ---- | --- | --------------- |
| 1  | TM | Elisabeth Leidinge   | 6 tháng 3, 1957 (30 tuổi)   |      |     | Jitex BK        |
| 2  | TĐ | Lena Videkull        | 9 tháng 12, 1962 (24 tuổi)  |      |     | Kronängs IF     |
| 3  | TV | Gunilla Axén         | 27 tháng 10, 1966 (20 tuổi) |      |     | Gideonsbergs IF |
| 4  | TĐ | Eleonor Hultin       | 9 tháng 8, 1963 (23 tuổi)   |      |     | GAIS            |
| 5  | TV | Eva Andersson        |                             |      |     | Öxabäcks IF     |
| 6  | TV | Anna Svenjeby        | 0 tháng 12, 1962 (25 tuổi)  |      |     | Kronängs IF     |
| 7  | TĐ | Pia Sundhage         | 13 tháng 2, 1960 (27 tuổi)  |      |     | Jitex BK        |
| 8  | HV | Anette Nicklasson    |                             |      |     | Jitex BK        |
| 9  | HV | Karin Åhman-Svensson |                             |      |     | Öxabäcks IF     |
| 10 | HV | Anette Börjesson     | 11 tháng 11, 1954 (32 tuổi) |      |     | GAIS            |
| 11 | TV | Helena Carlsson      |                             |      |     | Trollhättans IF |
| 12 | TM | Ing-Marie Olsson     | 23 tháng 2, 1966 (21 tuổi)  |      |     | Malmö FF        |
| 13 | HV | Anette Hansson       | 2 tháng 5, 1963 (24 tuổi)   |      |     | Öxabäcks IF     |
| 14 | TĐ | Helen Johansson      | 9 tháng 7, 1965 (21 tuổi)   |      |     | GAIS            |
| 15 | TV | Marie Karlsson       | 4 tháng 12, 1963 (23 tuổi)  |      |     | Öxabäcks IF     |
| 16 | TĐ | Anneli Andelén       | 21 tháng 6, 1968 (18 tuổi)  |      |     | Öxabäcks IF     |

Nguồn: Swedish Football Association